# Calodesma chesalon
Calodesma chesalon är en fjärilsart som beskrevs av Druce 1885. Calodesma chesalon ingår i släktet Calodesma och familjen björnspinnare. Inga underarter finns listade i Catalogue of Life.